# Megacorma remota
Megacorma remota är en fjärilsart som beskrevs av Jordan 1924. Megacorma remota ingår i släktet Megacorma och familjen svärmare. Inga underarter finns listade i Catalogue of Life.